# Ruta alemana del vino

Logo

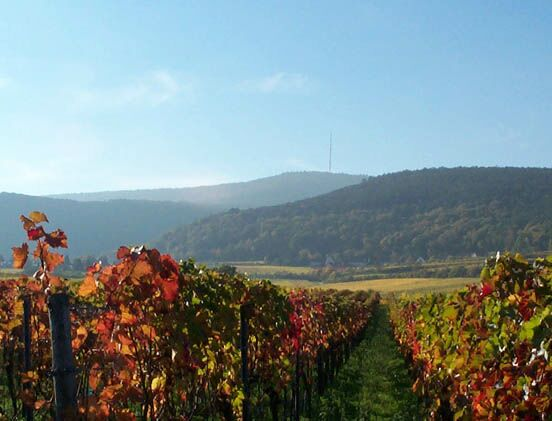
Viñedo cerca de Gimmeldingen.

La ruta alemana del vino o carretera del vino (en alemán, Deutsche Weinstraße) es la más antigua de las turísticas rutas vinícolas de Alemania. Ubicada en la región del Palatinado Renano, en el estado federado de Renania-Palatinado, la ruta se creó en 1935.

## Historia
Una serie de rutas turísticas (Touristenstraßen) se establecieron a lo largo de las carreteras existentes en los años treinta como una manera económica de promocionar el turismo. La ruta alemana del vino se inauguró oficialmente el 19 de octubre de 1935. Las carreteras locales existentes a lo largo de la ruta fueron rebautizadas para incorporar el término "Weinstraße" a sus nombres y se permitió a los ayuntamientos de la zona añadir a sus nombres "an der Weinstraße".

## Geografía
La puerta alemana del vino (Deutsches Weintor) en Schweigen-Rechtenbach en la frontera francesa junto a Wissembourg (en alemán Weißenburg) en Francia marca el comienzo de la ruta. Construida en 1936, la puerta es una impresionante puerta ceremonial hecha de arenisca. 
En el año 2007, la ruta atravesaba la región vinícola del Palatinado (Pfalz, anteriormente Rheinpfalz) que queda al pie de las montañas Haardt, una zona conocida como Palatinado Anterior (Vorderpfalz). 
La ruta va hacia el norte, junto al camino de Bundesstraßen B 38 y B 271 durante 85 km, pasando por ciudades como Bad Bergzabern, Edenkoben, Neustadt an der Weinstraße, Deidesheim, Bad Dürkheim y Grünstadt. Acaba en la casa de la ruta alemana del vino en Bockenheim an der Weinstraße.
La ruta está señalizada por un signo amarillo con un racimo de diez uvas estilizado, y el nombre de la ruta. 
La región alrededor de la ruta ha pasado a ser conocida como la región Weinstraße (Ruta del vino) y el distrito administrativo (Kreis) de Südliche Weinstraße (literalmente, "Ruta meridional del vino") toma su nombre de la ruta.

## Clima

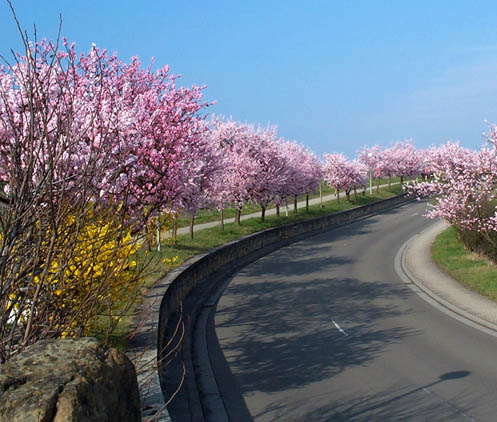
Brote de almendro cerca de Gimmeldingen.

Con una luz solar que dura más de 1.800 horas al año, la región alrededor de la ruta del vino alemán es la más cálida de Alemania, lo que permite obtener cosechas de higos, limones y kiwis que no se ven en ningún otro lugar de Alemania. La ruta del vino alemán es también famosa por sus almendros florecidos, pintando toda la región con colores rosa y blanco a comienzos de marzo.
La planta característica de este región es la vid, que cubre el paisaje casi en exclusiva. Importada en tiempos de la Antigua Roma, la vid tiene unas condiciones ideales para crecer: clima cálido, mínima condensación debido a la protección de la Selva del Palatinado en el oeste, atenuación de las heladas en el otoño debido a la localización en las laderas de las colinas lo que beneficia la salida de masas de aire frío.

## Festivales del vino

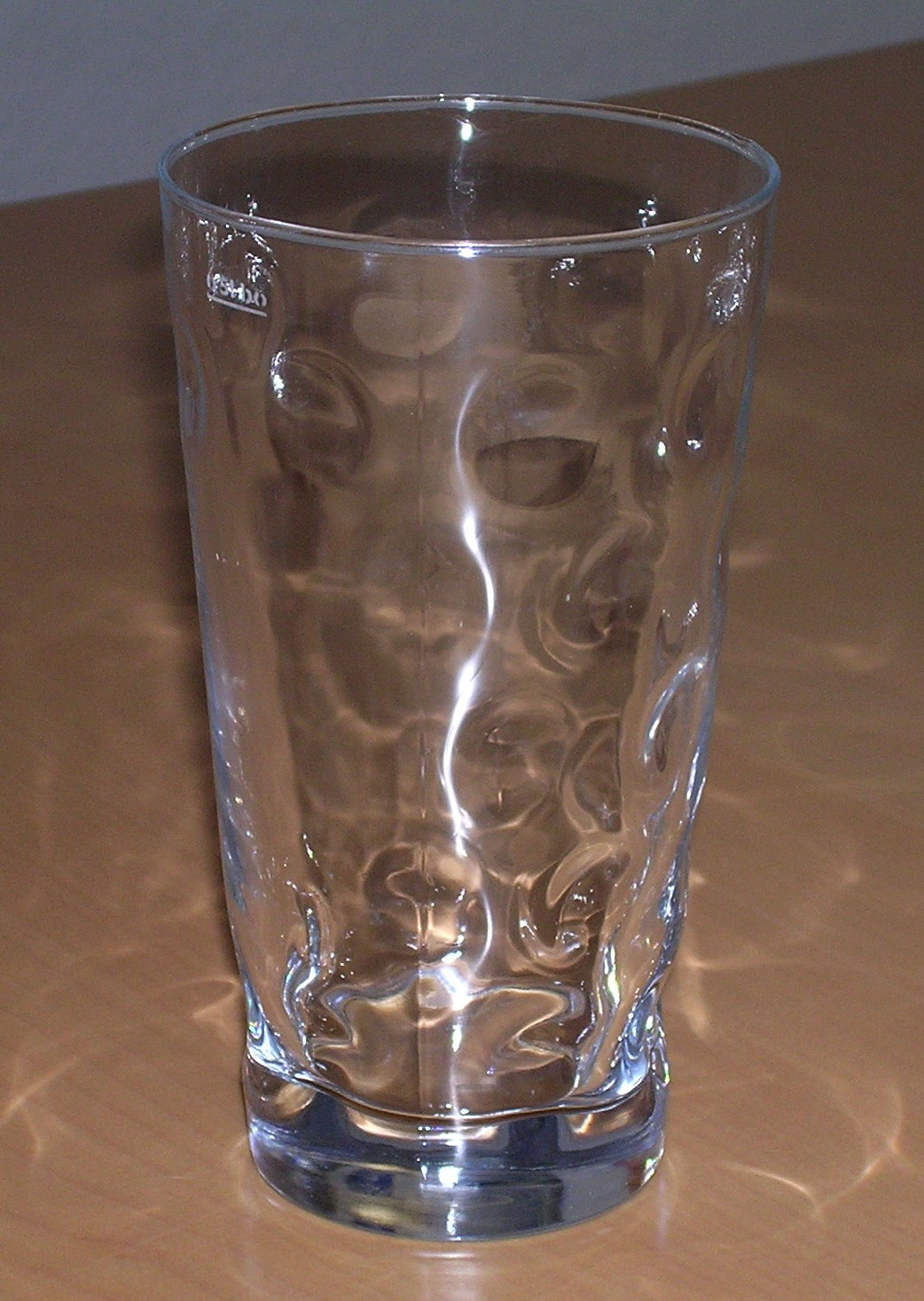
Dubbeglas.

La ruta del vino alemán está marcada por numerosos festivales del vino al aire libre, que se celebran anualmente desde marzo hasta octubre, lo que hace de ellos una gran atracción turística. El mayor festival del vino internacional con más de 600.000 visitantes cada año es el Wurstmarkt en frente de la mayor barrica de vino del mundo en Bad Dürkheim en septiembre. Otros importantes festivales del vino son el Festival de la vendimia del vino alemán(Deutsches Weinlesefest) en Neustadt an der Weinstraße donde se elige una Reina del vino alemán en octubre, el festival en Freinsheim (Stadtmauerfest en julio) y en Deidesheim (Deidesheimer Weinkerwe en agosto). La primera fiesta del vino en la ruta es el Mandelblütenfest (Festival del brote del almendro) en Gimmeldingen que se celebra en marzo dependiendo del momento en que empiezan a florecer los almendros.
El último domingo de agosto la ruta se cierra para el tráfico motorizado para celebrar el Día de la ruta del vio alemán (Erlebnistag Deutsche Weinstraße) con muchas bodegas y Straußwirtschaften al aire libre (bares de vino joven) abiertos a los cientos de miles de senderistas, ciclistas y patinadores que visitan este festival.
A diferencia de los festivales en otras regiones vinícolas de Alemania, el vino se sirve en vasos de 50 cl más que en los típicos de 25 cl. Son de una forma especial propia de la región vinícola del Palatinado y se llaman Dubbeglas, ensanchándose desde el fondo hasta lo alto y presentando incisiones o grandes hoyuelos (Dubbe) que le dan su nombre. Los hoyuelos son especialmente útiles cuando la socialización comienza y la sujeción se ve afectada por el vino. También puede verse con frecuencia a lo largo de la ruta un vaso sin hoyuelos de medio litro, Schoppenglas.